# Maladera bismarckiana
Maladera bismarckiana är en skalbaggsart som beskrevs av Brenske 1898. Maladera bismarckiana ingår i släktet Maladera och familjen Melolonthidae. Inga underarter finns listade i Catalogue of Life.